# 早戸温泉
早戸温泉（はやとおんせん）は、福島県大沼郡三島町（旧国陸奥国、明治以降は岩代国）にある温泉。

## 泉質
- 含芒硝食塩泉
  - 源泉温度53℃

## 温泉街
国道252号と只見川に沿うように温泉地が広がり、遊歩道が整備されているほか、一棟貸しの宿泊施設やカフェがある。
温泉施設は日帰りと湯治向け自炊部を備えた「つるの湯」1軒が営業している。
かつては「竹のや旅館」があったが、2020年3月末に閉館した。

## 歴史
宝亀年間（770-781年）に鶴によって発見されたとされる（当地に伝わる開湯伝説では1800年前）。そのため古くは「鶴の湯」と呼ばれ、今日ではその名前は町有温泉施設に残る。
つるの湯の温泉棟は2004年（平成16年）4月にオープンしたものだが、かつては茅葺きの主屋を持ち、混浴であった。

## アクセス
- JR只見線 早戸駅より徒歩約10分。

## 周辺
- 霧幻峡の渡し